# Sammy Baugh
Samuel Adrian Baugh (Temple, 17 marzo 1914 – Rotan, 17 dicembre 2008) è stato un giocatore di football americano statunitense che trascorse tutta la propria carriera da professionista nel ruolo di quarterback per i Washington Redskins della National Football League (NFL) dal 1937 al 1952. Al college giocò a football per gli Horned Frogs alla Texas Christian University, dove fu nominato due volte All-American. Fu inserito nella Pro Football Hall of Fame nel 1963.

## Carriera universitaria
Baugh iniziò a giocare a football al tempo delle scuole superiori ma la sua carriera si sviluppò ad alto livello con la squadra della Texas Christian University che, sotto la guida dell'allenatore Dutch Meyer, condusse alla conquista dello Sugar Bowl nel 1936 e del Cotton Bowl nel 1937, il primo anno in cui questo venne disputato. Baugh si classificò inoltre quarto nelle votazioni per l'Heisman Trophy del 1936.
Terminata l'università, Baugh tentò di intraprendere una carriera nel baseball, firmando un contratto come terza base con i St.Louis Cardinals; i risultati furono però deludenti e questo lo convinse a tornare al football.

## Carriera professionistica
Come previsto, Baugh fu scelto nel primo giro (sesto assoluto) del Draft NFL 1937 dai Washington Redskins, lo stesso anno in cui la squadra si trasferì da Boston. Firmò un contratto annuale coi Redskins per un compenso di 8.000 dollari che lo rese il giocatore più pagato della squadra. È accreditato per avere reso il passaggio in avanti parte integrante del gioco offensivo nella NFL.
Nella sua stagione da rookie nel 1937, Baugh giocò come quarterback, defensive back e punter, stabilendo un record NFL con 91 passaggi completati su 218 tentativi, guidando la lega con 1.127 yard passate. Guidò i Redskins alla vittoria del campionato NFL contro i Chicago Bears, dove completò 17 passaggi su 33 per 335 yard e i suoi passaggi da touchdown nel secondo tempo, rispettivamente da 55, 78 e 33 yard diedero a Washington la vittoria 28–21. Le sue 335 yard passate da rookie in una gara di playoff rimasero un record NFL per un debuttante finché furono superate da Russell Wilson nel 2012. Redskins e Bears si incontrarono altre tre volte in finale di campionato tra il 1940 e il 1943. Nella finale del 1940, i Bears fecero registrare il maggior margine della storia della NFL, battendo Washington 73–0. Dopo la partita, a Baugh fu chiesto cosa sarebbe successo se i Redskins avessero segnato un touchdown nel primo drive della partita. La sua risposta fu "Che cosa? Che il punteggio sarebbe stato di 73-7."
L'apogeo di Baugh giunse negli anni della Seconda guerra mondiale. Nel 1942, i Redskins vinsero la East Conference con un record di 10-1. Quella stessa stagione i Bears terminarono con un bilancio di 11–0, surclassando i propri avversari con un punteggio complessivo di 376–84. Nella finale del 1942, Baugh lanciò un passaggio da touchdown e tenne i Bears nel loro territorio con alcuni lunghi punt, incluso uno da 85 yard, e Washington vinse 14–6.
Baugh ebbe ancora più successo nel 1943, guidando la lega in passaggi, punt (45,9 yard di media) e intercetti (11). Una delle sue partite da ricordare in quell'annata fu quando passò 4 touchdown e intercettò 4 passaggi, un record quest'ultimo che, seppur eguagliato, resiste ancora oggi. La sua squadra raggiunse di nuovo la finale, ma perse coi Bears 41–21. Durante quella partita, Baugh subì una commozione cerebrale durante un placcaggio sul quarterback dei Bears Sid Luckman, venendo costretto ad abbandonare la contesa.
Nel 1945, Baugh completò 128 passaggi su 182, per una percentuale di completamento del 70,33, allora un record NFL che rimane tutt'oggi il quarto di tutti i tempi (dietro al 70,55 di Ken Anderson nel 1982 e i 70,62 nel 2009 e 71,23 nel 2011 di Drew Brees). Lanciò 11 passaggi da touchdown a fronte di soli 4 intercetti. I Redskins vinsero ancora la East Conference ma persero 15–14 nella finale del 1945 contro i Cleveland Rams.
Una delle più celebri prestazioni del quarterback fu nel "Sammy Baugh Day", il 23 novembre 1947. Quel giorno, il Washington D.C. Touchdown Club lo onorò al Griffith Stadium, consegnandogli una station wagon. Contro i Chicago Cardinals passò 355 yard e sei touchdowns. La sua squadra quell'anno terminò con un record negativo ma Baugh terminò con i primati in carriera per passaggi completati (210), tentati (354), yard passate (2.938) e passaggi da touchdown (25), guidando la lega in tutte le quattro categorie.
Baugh giocò per altre cinque stagioni, guidando la lega in percentuale di completamente per la sesta e settima volta nel 1948 e 1949. Si ritirò dopo la stagione 1952. Nella sua ultima partita, una vittoria 27–21 sui Philadelphia Eagles al Griffith Stadium, giocò per diversi minuti prima di ritirarsi di fronte a una standing ovation prolungata del pubblico. Baugh vinse un numero record di sei volte la classifica di miglior passatore e fu inserito nella prima formazione ideale della NFL in sette stagioni.
Terminata la carriera da giocatore, dopo qualche anno Baugh si cimentò anche come allenatore, prima per due stagioni con i New York Titans e poi una con gli Houston Oilers.

## Palmarès

### Franchigia
- Campionati NFL: 2

Washington Redskins: 1937, 1942

### Individuale
- NFL All-Star: 5

1938, 1939, 1940, 1941, 1942
- Convocazioni al Pro Bowl : 1

1951
- First-team All-Pro: 7

1937, 1940, 1942, 1943, 1945, 1947, 1948
- Second-team All-Pro: 2

1938, 1941
- Leader della NFL in passaggi da touchdown: 2

1940, 1947
- Formazione ideale della NFL degli anni 1940
- Formazione ideale del 75º anniversario della National Football League
- Formazione ideale del 100º anniversario della National Football League
- 70 Greatest Redskins
- Pro Football Hall of Fame (classe del 1963)
- College Football Hall of Fame (classe del 1951)
- Numero 33 ritirato dai Washington Redskins
- Classificato al #14 tra i migliori cento giocatori di tutti i tempi da NFL.com